# 上施陶芬
上施陶芬是德国巴伐利亚州的一个市镇。总面积125.94平方公里，总人口7196人，其中男性3407人，女性3789人（2011年12月31日），人口密度57人/平方公里。